# 捷克足球協會
捷克足球協會（捷克語：Fotbalová asociace České republiky，簡稱FAČR）是捷克的足球主管團體，總部設於布拉格，負責組織低級別聯賽、及捷克國家足球隊。

## 歷史
捷克足球協會的前身是成立於1901年10月19日的波希米亞足球聯合會（Český svaz footballový），當時捷克地區屬於奧匈帝國境内的波希米亞王國。1907年，協會加入國際足聯，但在奧匈帝國的抗議下僅獲得臨時成員地位。
1918年，奧匈帝國在第一次世界大戰中戰敗並解體，捷克斯洛伐克第一共和国成立，波希米亞足球聯合會成爲其足球運動的管理機構，並於1921年更名爲捷克斯洛伐克足球聯合會，次年作爲捷克斯洛伐克民族的足球協會，與國内各少數民族的足球協會共同并入新成立的全國性組織捷克斯洛伐克足球協會。1923年，捷克斯洛伐克足球協會被國際足聯接納為正式成員。
二戰期間，協會在被納粹德國占領而成立的傀儡政權波希米亞和摩拉維亞保護國統治下繼續正常運作。
1945年，捷克斯洛伐克解放。1957年，協會成爲捷克斯洛伐克體育協會的下屬部門。1989年11月，捷克斯洛伐克爆發天鵝絨革命，協會恢復自治地位，並更名爲波希米亞摩拉維亞足球聯合會（Českomoravský fotbalový svaz），在1993年天鵝絨分離后過渡爲捷克足球運動的管理機構。
2011年6月，協會更名爲現名捷克足球協會。

## 外部連結
- 官方網站 （页面存档备份，存于）
- Czech Republic （页面存档备份，存于） at FIFA site
- Czech Republic （页面存档备份，存于） at UEFA site